# Wieska Góra
Wieska Góra – wzniesienie o wysokości 34 m n.p.m. na Równinie Gryfickiej, położone w woj. zachodniopomorskim, w gminie Brojce, po wschodniej stronie doliny rzeki Regi.
Przy zachodnim podnóżu wzniesienia przebiega linia kolejowa nr 402.
Na wschód od Wieskiej Góry leży wieś Żukowo.
Ok. 1,4 km na południe od wierzchołka Wieskiej Góry, rzeka Mołstowa uchodzi do Regi.
Nazwę Wieska Góra wprowadzono urzędowo rozporządzeniem w 1949 roku, zastępując poprzednią niemiecką nazwę Stadt Berg.